# Gorsedh Kernow

Banner des Gorsedh Kernow

Der Gorsedh Kernow ist eine Bardenvereinigung aus Cornwall mit dem Ziel, keltische Literatur, Kunst und Musik zu erforschen, die Kornische Sprache
zu fördern und Kontakte zu anderen keltischen Kulturen zu pflegen. Solche findet man in der Bretagne und in Wales, wo mit dem Bretonischen und dem Walisischen ebenfalls noch keltische Sprachen gesprochen werden. Dort gibt es mit dem Gorsedd Cymru und dem Goursez Breizh auch entsprechende Bardenvereinigungen. Das Wort Gorsedh ist dem walisischen Gorsedd entlehnt und bedeutet Thron. Kernow ist die kornische Bezeichnung von Cornwall. Im Englischen wird die Bezeichnung Gorsedd of the Bards of Cornwall verwendet. Der Gorsedh Kernow ist den Bewegungen des keltischen Neuheidentum zuzurechnen.

## Geschichte

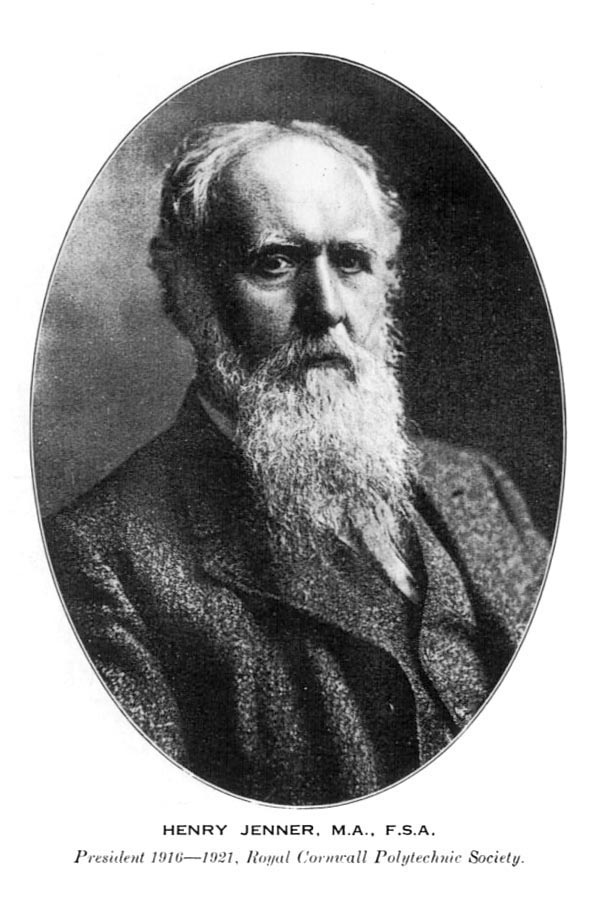
Henry Jenner

Vermutlich stammt eine bekannte frühmittelalterliche Bardenvereinigung aus Cornwall, denn in den Walisischen Triaden aus dem 6. nachchristlichen Jahrhundert wird der Gorsedd von Boskawen of Dumnonia als einer der drei großen Gorsedds of Poetry of the Island of Britain bezeichnet. Einige Forscher nahmen nun an, dass es sich bei Boskawen um den in Cornwall gelegenen Steinkreis von Boscawen-ûn handelt und dort keltische Barden-Rituale abgehalten wurden. Dumnonia war ein keltisches Königreich im nachrömischen Britannien, das wahrscheinlich auch Cornwall umfasste. 1928 nahm daher Henry Jenner, ein Gelehrter der keltischen Kultur in Großbritannien, an diesem Steinkreis im Zuge der Wiederbelebung der kornischen Sprache die Neugründung dieser kornischen Bardenvereinigung vor. Der angereiste Archdruid (Erzdruide) des Gorsedds of Wales ernannte in der Gründungszeremonie Jenner zum Grand Bard (Großbarde) und zwölf weitere Auserwählte zu einfachen Barden. Seither, mit Ausnahme der Zeit zwischen 1939 und 1945, wurde jeweils am ersten Samstag im September ein Open Gorsedh gefeiert, das vermeintlichen keltischen Zeremonien nachempfunden war. Nachdem der Andrang immer größer geworden war, hielt man den Open Gorsedh nicht mehr am schwer zugänglichen Steinkreis von Boscawen-ûn ab, sondern an größeren Orten mit besseren Parkmöglichkeiten.

## Open Gorsedh

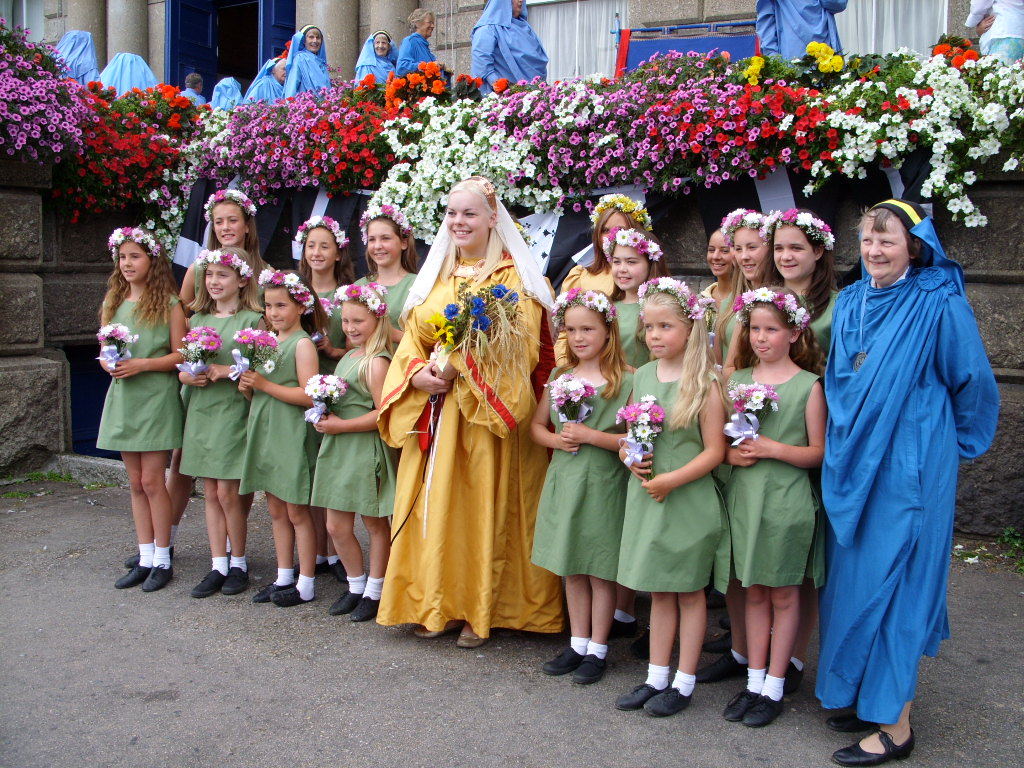
Die Lady of Cornwall

Auf dem jährlich stattfindenden Open Gorsedh wird zunächst der Verstorbenen gedacht. Anschließend werden an Schriftsteller, Dichter und Künstler Preise verliehen, die sich um die Bewahrung und Förderung der kornischen Sprache verdient gemacht haben. Ein Höhepunkt der Feier ist der Blumentanz kostümierter Kinder und die Darbringung von Blumen und Kräutern an die Lady of Cornwall. Die Delegierten der Gorseddau aus Wales und der Bretagne, kenntlich an den Farben ihrer Roben, halten kurze Reden in ihrer eigenen Sprache. Dann werden neu eintretende Barden durch die Großbarden feierlich aufgenommen, indem die Novizen keltische Namen erhalten, die ihre Herkunft oder Interessen wiedergeben. Die Zeremonie endet mit dem Schwur auf das Schwert von Cornwall, das das legendäre Schwert Excalibur von König Arthur darstellen soll. Abschließend singt man noch gemeinsam die kornische Nationalhymne Bro Goth Agan Tasow.

## Mitgliedschaft
Zum Mitglied kann man nur auf Vorschlag von Barden und durch Beschluss des Gorsedhs werden. Die Beherrschung der kornischen Sprache ist dazu nicht erforderlich, aber sicher hilfreich. Barden tragen bei Feierlichkeiten ein zeremonielles blaues Gewand mit Kopftuch. Im Gegensatz zu den Gorseddau aus Wales und der Bretagne, wo es jeweils die drei Ränge der Ovaten, Barden und Druiden mit dem Archdruid (Erzdruiden) als Oberhaupt gibt, begnügt sich der Gorsedh Kernow mit einfachen Barden und Grand Bard (Großbarde) als Oberhaupt, der wie die Erzdruiden nur für eine Zeitdauer von drei Jahren gewählt wird. Zurzeit gibt es etwa 500 Barden.

## Großbarden

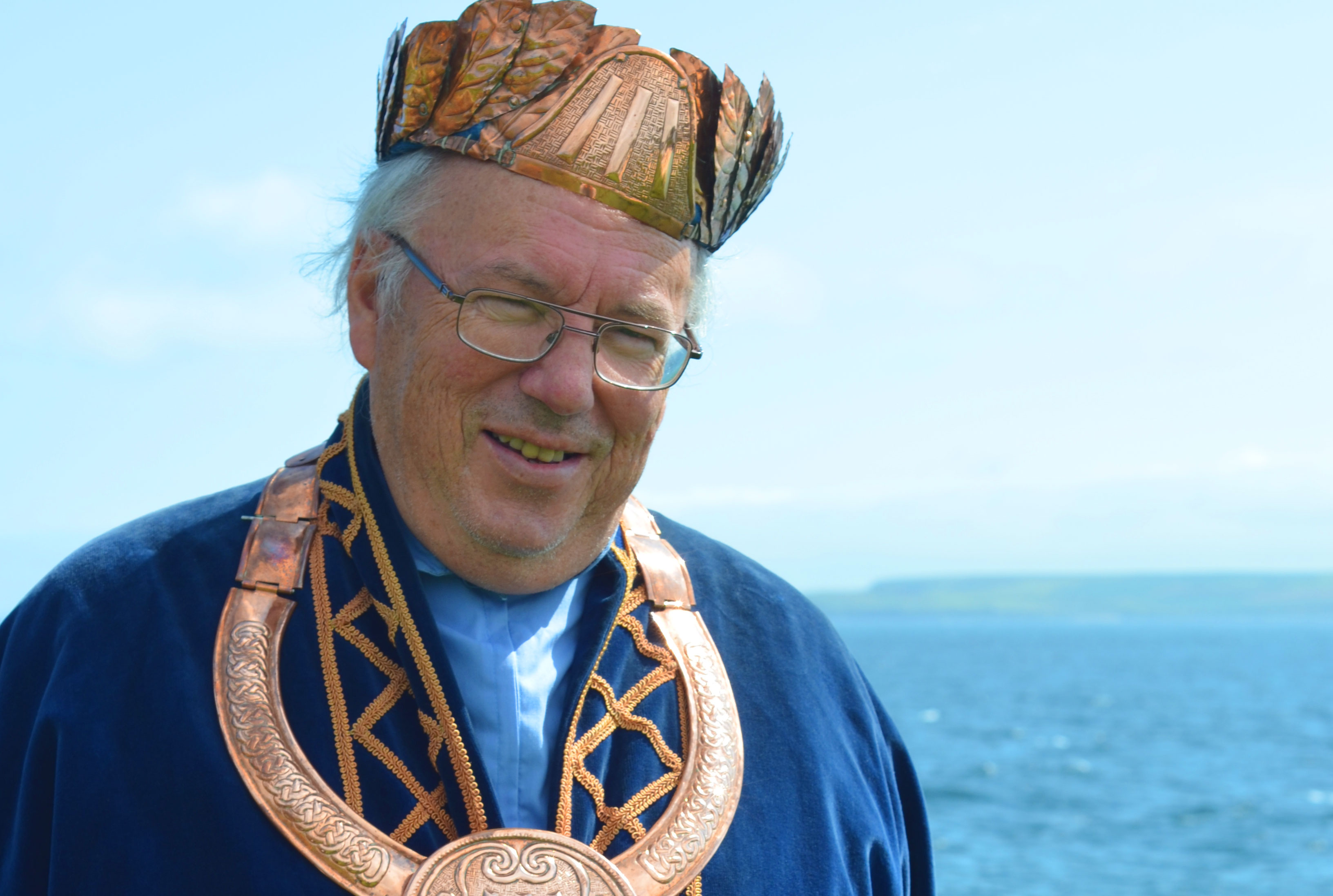
Großbarde Skogyn Pryv (Mick Paynter)

Seit der Neugründung 1928 gab es insgesamt 20 verschiedene Großbarden.
1. 1928–1934: Gwas Myhal (Henry Jenner)
2. 1934–1959: Mordon (Robert Morton Nance)
3. 1959–1964: Talek (E.G. Retallack Hooper)
4. 1964–1970: Gunwyn (George Pawley White)
5. 1970–1976: Trevanyon (Denis Trevanion)
6. 1976–1982: Map Dyvroeth (Richard Jenkin)
7. 1982–1985: Den Toll (Hugh Miners)
8. 1985–1988: Map Dyvroeth (Richard Jenkin)
9. 1988–1991: Gwas Constantyn (Dr John Chesterfield)
10. 1991–1994: Caradok (Jori Ansell)
11. 1994–1997: Cummow (Revd Brian Coombes)
12. 1997–2000: Bryallen (Ann Trevenen Jenkin)
13. 2000–2003: Jowan an Cleth (John Bolitho)
14. 2003–2006: Tewennow (Rod Lyon)
15. 2006–2009: Gwenenen (Vanessa Beeman)
16. 2009–2012: Skogyn Pryv (Mick Paynter)
17. 2012–2015: Steren Mor (Maureen Fuller)
18. 2015–2018: Telynor an Weryn (Merv Davey)
19. 2018–2021: Melennek (Elizabeth Carne)
20. 2021–2024: Mab Stenak Vur (Pol Hodge)
21. seit 2024: Gwythvosen (Jenefer Lowe)[8]

## Das Awen

Das Awen

Als Symbol wird von den Gorseddau von Cornwall und Wales das Awen / | \ verwendet, das von einem Zentrum ausgehende Sonnenstrahlen darstellt und die Tugenden Liebe, Gerechtigkeit und Wahrhaftigkeit symbolisieren soll. Awen ist walisisch und bedeutet Muse oder Inspiration. Es geht vermutlich zurück auf Edward Williams, den Gründer des walisischen Gorsedds of Bards, der es selbst nur sehr wenig benützte. 1833 war es erstmals in Proklamationen und 1850 auf Bannern des Gorsedds of Bards zu sehen. Heute wird von diesem Zeichen ausgiebig Gebrauch gemacht. Auch die Bardenvereinigung der Bretagne verwendet dieses Symbol.